# Wittighausen
Wittighausen – miejscowość i gmina w Niemczech, w kraju związkowym Badenia-Wirtembergia, w rejencji Stuttgart, w regionie Heilbronn-Franken, w powiecie Main-Tauber, wchodzi w skład wspólnoty administracyjnej Grünsfeld. Leży ok. 12 km na wschód od Tauberbischofsheim, przy linii kolejowej Stuttgart–Würzburg.